# Польська Екстраліга з хокею
Польська Екстраліга з хокею (пол. Ekstraliga polska w hokeju na lodzie) — найвища хокейна ліга Польщі з хокею із шайбою. 
Переможець ліги стає чемпіоном Польщі, а найслабша команда понижується у класі до 1-ї ліги. Проведенням чемпіонату займався  у 1955—1999 роках Польський союз хокею на льоду (ПЗХЛ). з 1999 року — Польська хокейна ліга. У 1955—1999 роках ліга мала назву Екстракляса. У чемпіонаті змагаються 10 команд.

## Історія
До 1955 року звання чемпіона країни розігрували 6 команд, з 1955 року — 8. Зі збільшенням числа клубів були створені три ешелони: перша ліга («екстраклас»), друга ліга, воєводські (окружні) і міські чемпіонати. У 1970-х роках у першу лігу входили 8—12 команд, у 1980-х — 10. До 1978 року чемпіонат розігрувався у 4 кола. Команди, що посіли два останні місця, вибували у другу лігу, їх місця займали переможці двох підгруп другої ліги. 
У сезоні 1983—84 років була введена нова формула. На першому етапі 10 команд зустрічалися одна з одною по 2 рази. Потім перші шість команд грали між собою у 2 кола. Команди, що зайняли на першому етапі 7—10-е місця, грали у 4 кола. За підсумками цих «мікротурнірів» визначалася вісімка команд, яка і продовжувала боротьбу за звання чемпіона у кубкових серіях. 
Найкращий гравець сезону отримує «Золоту ключку». Також визначаються найкращі воротар, захисник і нападник, найрезультативніший хокеїст і символічна збірна «Усіх зірок».

## Переможці
- 1927: АЗС Варшава
- 1928: АЗС Варшава
- 1929: АЗС Варшава
- 1930: АЗС Варшава
- 1931: АЗС Варшава
- 1933: Легія Варшава і Погонь Львів
- 1934: АЗС Познань
- 1935: Чарні Львів
- 1937: Краковія Краків
- 1939: Домб Катовиці
- 1946: Краковія Краків
- 1947: Краковія Краків
- 1948: Краковія Краків
- 1949: Краковія Краків
- 1950: КТХ Криниця
- 1951: Легія Варшава
- 1952: Легія Варшава
- 1953: Легія Варшава
- 1954: Легія Варшава
- 1955: Легія Варшава
- 1956: Легія Варшава
- 1957: Легія Варшава
- 1958: Гурник Катовиці
- 1959: Легія Варшава
- 1960: Гурник Катовиці
- 1961: Легія Варшава
- 1962: Гурник Катовиці
- 1963: Легія Варшава
- 1964: Легія Варшава
- 1965: ГКС Катовиці
- 1966: Подгале Новий Торг
- 1967: Легія Варшава
- 1968: ГКС Катовиці
- 1969: Подгале Новий Торг
- 1970: ГКС Катовиці
- 1971: Подгале Новий Торг
- 1972: Подгале Новий Торг
- 1973: Подгале Новий Торг
- 1974: Подгале Новий Торг
- 1975: Подгале Новий Торг
- 1976: Подгале Новий Торг
- 1977: Подгале Новий Торг
- 1978: Подгале Новий Торг
- 1979: Подгале Новий Торг
- 1980: Заглембе Сосновець
- 1981: Заглембе Сосновець
- 1982: Заглембе Сосновець
- 1983: Заглембе Сосновець
- 1984: Полонія Битом
- 1985: Заглембе Сосновець
- 1986: Полонія Битом
- 1987: Подгале Новий Торг
- 1988: Полонія Битом
- 1989: Полонія Битом
- 1990: Полонія Битом
- 1991: Полонія Битом
- 1992: Унія Освенцім
- 1993: Подгале Новий Торг
- 1994: Подгале Новий Торг
- 1995: Подгале Новий Торг
- 1996: Подгале Новий Торг
- 1997: Подгале Новий Торг
- 1998: Унія Освенцім
- 1999: Унія Освенцім
- 2000: Унія Освенцім
- 2001: Унія Освенцім
- 2002: Унія Освенцім
- 2003: Унія Освенцім
- 2004: Унія Освенцім
- 2005: ГКС Тихи
- 2006: Краковія Краків
- 2007: Подгале Новий Торг
- 2008: Краковія Краків
- 2009: Краковія Краків
- 2010: Подгале Новий Торг
- 2011: Краковія Краків
- 2012: КХ Сянок
- 2013: Краковія Краків
- 2014: КХ Сянок
- 2015: ГКС Тихи
- 2016: Краковія Краків
- 2017: Краковія Краків
- 2018: ГКС Тихи
- 2019: ГКС Тихи
- 2020: ГКС Тихи
- 2021: ГКС Ястшембе
- 2022: ГКС Катовиці
- 2023: ГКС Катовиці
- 2024: Унія Освенцім
- 2025: ГКС Тихи